# 里奇蘭鎮區 (北卡羅萊納州博福特縣)
里奇蘭鎮區（英語：Richland Township）是位於美國北卡羅萊納州博福特縣的一個鎮區。

## 地方資料
里奇蘭鎮區的面積為540.68平方千米，當中陸地面積為436.35平方千米，而水域面積為104.33平方千米。根據2020年美國人口普查的數據，當地共有人口2623人，而人口密度為每平方千米4.85人。